# Paul Barras
Paul François Jean Nicolas, Visconde de Barras (Fox-Amphoux, 30 de junho de 1755 – Paris, 29 de janeiro de 1829) foi um nobre e político da Revolução Francesa, conhecido por ter sido membro do Diretório de 1795 a 1799. Foi derrubado por Napoleão Bonaparte no Golpe de 18 de brumário (9 de novembro de 1799).

## Biografia
De origem nobre da Provença (era primo do Marquês de Sade, que o descreveu dizendo que agia "vendendo qualquer cargo para pagar por seus prazeres"), com idade de dezesseis anos entrou para o regimento de Languedoc como "cavalheiro cadete", mas acaba embarcando para a Índia em 1776 onde, após uma viagem de aventuras, chegou a Puducherry e participa da defesa daquela cidade, que termina com a capitulação aos britânicos em 18 de outubro de 1778.
Após a libertação de sua guarnição, Barras retorna à França. Participa de nova expedição às Índias, em 1782-1783, após o que deixa o exército, passando os anos seguintes nas ocupações frívolas da nobreza.
Eclodindo a Revolução, adere à causa democrática, sendo nomeado um dos administradores no Departamento de Var. Em junho de 1792 assume uma cadeira no tribunal nacional de Orleans e, nesse mesmo ano, eclodindo a guerra contra o Reino da Sardenha, torna-se comissário do exército francês na Itália, entrando em seguida para a Convenção como adjunto do departamento de Var.

Em janeiro de 1793 foi um dos que votaram pela morte do rei Luís XVI mas, diante do quadro cruel a que fora submetido o Delfim, filho e eventual herdeiro de Luís XVI, Barras foi visitá-lo na prisão onde jazia há mais de seis meses sem ver qualquer pessoa, constata seu estado deplorável: 
"Arrombada a porta, o Delfim não foi visto em sua cama, mas ao lado dela, numa espécie de grande berço. Joelhos e juntas achavam-se horrivelmente inchados. "Não direi nada de mal dos guardas" — apressou-se a choramingar, com olhares assustados" — registrou então Barras.
Barras também visitou a irmã do Delfim, constatando que estava em condições melhores; mas ameaçou denunciar os maus tratos, determinando de imediato que as crianças pudessem ir ao pátio se exercitarem, e providenciou assistência médica ao Delfim — mas estas foram executadas com negligência e o menino veio a morrer, pouco tempo empós.
Havendo sido derrubado Maximilien de Robespierre, a Convenção nomeia Barras, a 2 de outubro de 1795, comandante supremo das forças armadas de Paris e do Interior. Três dias depois precisou enfrentar um ataque contra a Convenção; recorreu ao comandante das guarnições da capital, o general Menou mas este, envolvido na conspiração, se demitiu. Barras logo vê em outro militar a solução para a terrível ameaça: Napoleão Bonaparte, jovem militar desconhecido.

## Barras, Josefina e Napoleão

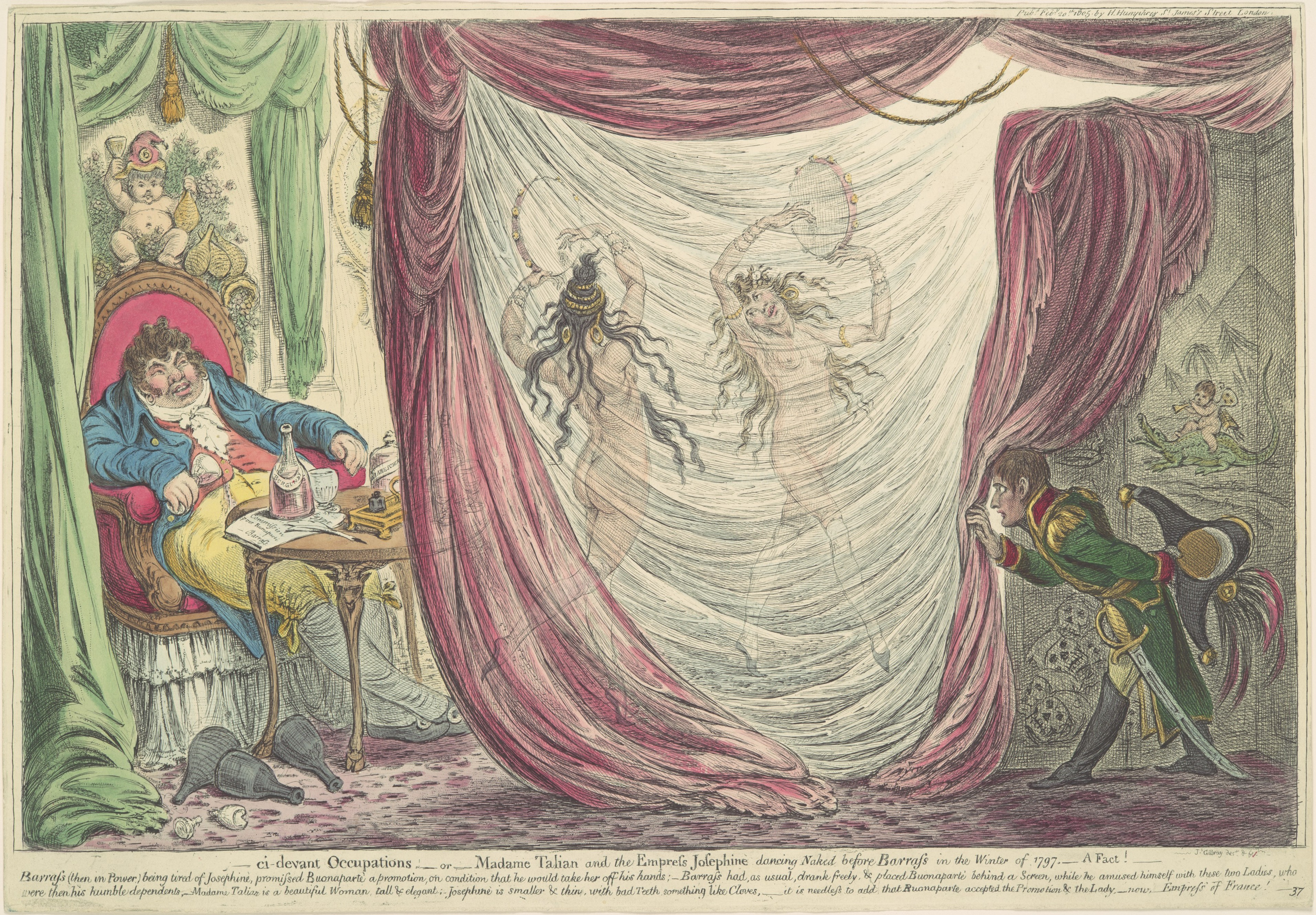
Caricatura de James Gillray de 1805. Barras se entretém com a dança de duas despidas esposas de homens proeminentes: Thérésa Tallien e Josefina Bonaparte, cujo marido espia timidamente a cena.

No ano de 1794 a Convenção enfrenta uma revolta, durante a qual é preso Napoleão por suas ligações com os jacobinos, acusado de traição. Barras mais tarde o libertaria e reintegraria ao exército, ele que foi o principal articulador do golpe que veio a derrubar Robespierre.
No 13 vendemiário (5 de outubro de 1795) Barras, então deputado, chefiava o exército do interior quando, havendo a derrota dos partidários do Terror, os monarquistas se juntaram aos descontentes e cercaram o palácio das Tulherias, ameaçando a ordem. Para conter a turba Barras envia o jovem general Bonaparte, que trazia no currículo uma vitória contra os ingleses, dois anos antes. Este pediu-lhe somente carta branca para agir, o que lhe foi concedido, resultando no massacre que foi o canhoneio disparado nas estreitas ruas parisienses contra trinta mil pessoas.
Barras não restringiu-se a promover Napoleão comandante em seu antigo posto: apresentou-o à já avançada nos anos Josefina de Beauharnais, sua amante declarada, estando ele com um novo relacionamento com Thérésia Tallien. Josefina viu no jovem general uma garantia de bem-estar para seus filhos, então com 14 e 12 anos de idade.
Barras tinha com as duas amantes um relacionamento diverso; Thérésa foi quem apresentou-lhe Josefina, e ambas teriam dançado nuas para ele. Da primeira, face os inúmeros amantes que tinha ligados ao poder, diziam que trazia no corpo uma etiqueta carimbada: Propriedade do Governo; já a segunda era cheia de dívidas e gastos excessivos.
Arquiteto da união da ex-amante com o apaixonado general, foi o próprio Barras padrinho do casamento — no qual Josefina abstraiu cinco anos de sua idade, e Napoleão acrescentaria dois à sua para não acentuar tanto a diferença etária entre ambos. Mas, dois dias depois do matrimônio, Barras o envia em missão para a Itália, como presente de casamento. Otto Flake registra ainda que a Barras não importava em livrar-se tal amante, que não se negaria, quando lhe aprouvesse, a prestar-lhe os favores, e que lhe custava caro manter.
Mais tarde Barras seria derrubado pelo desconhecido militar corso que alçara do anonimato.

## O ápice e a queda

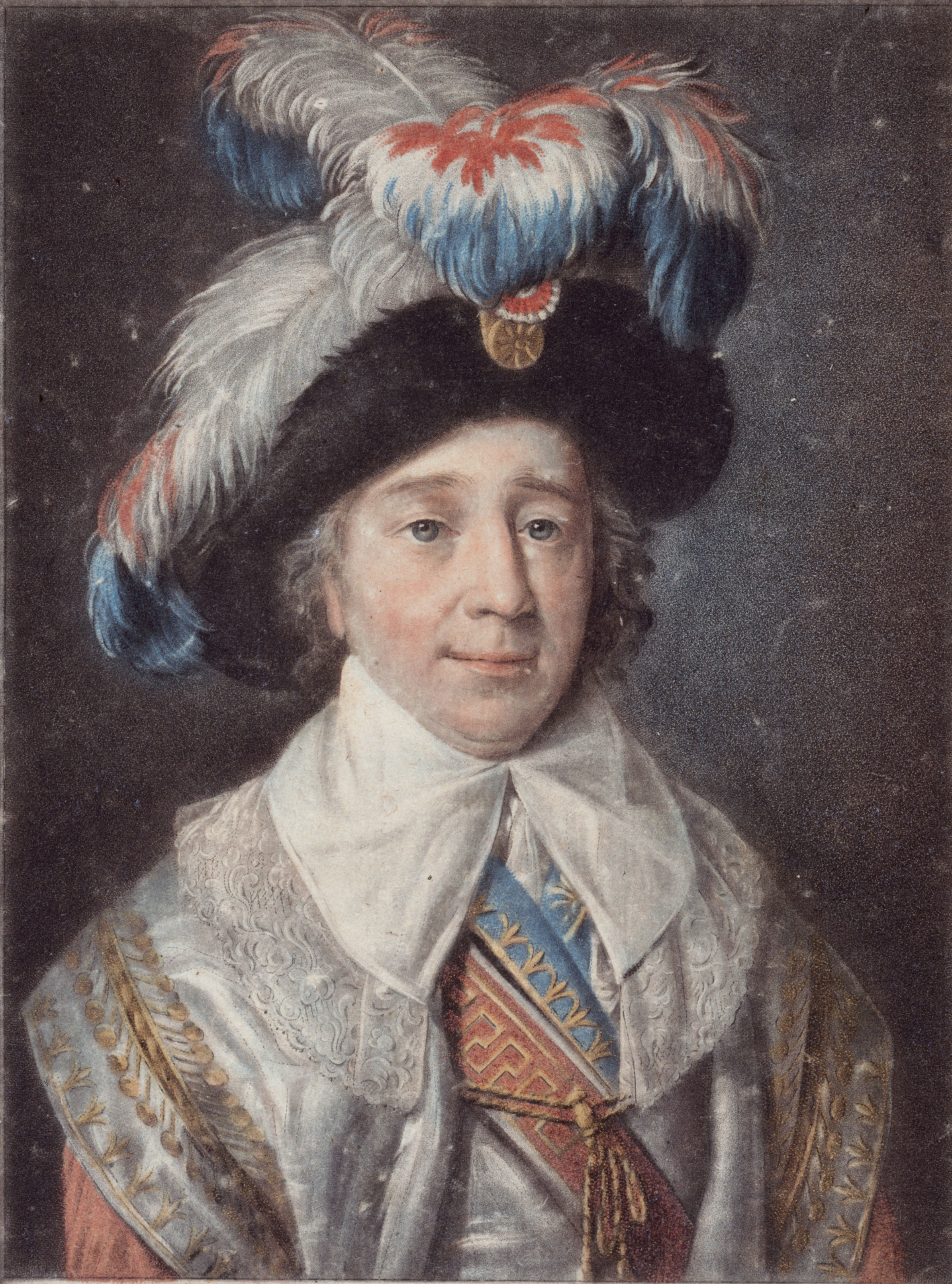
Barras, membro do Diretório (1795).

Em 1795 Barras atinge o ponto mais alto de sua carreira: é, de fato, o homem mais importante do Estado. A Convenção dissolvera-se em 26 de outubro, sendo ele e Carnot os membros mais proeminentes do Diretório, embora o primeiro presidente fosse Reubell. Com tanto poder nas mãos, Barras renunciou ao posto de comandante para dá-lo a Napoleão.
O general segue em suas conquistas de tal modo que, mesmo antes de sua partida, embora Barras ter-se gabado de haver ele mesmo salvo a Convenção e a Constituição, com seu retorno vitorioso Napoleão passa a receber os louros todos — e pleiteia tornar-se membro do Diretório, sendo impedido contudo pela idade mínima de quarenta anos, tendo ainda menos de trinta.
Em Paris um outro personagem de menor importância, Graco Babeuf, edita um jornal de cunho comunista — a Tribuna do Povo — e comanda um agitado Clube do Panteão que, incomodando o poder, é fechado em fins de 1796. Deixa-se o simplório agitador Babeuf embair por Joseph Fouché (o "judas da Revolução", então em completa miséria), continuando seu trabalho de luta por um "mundo melhor" — chegando mesmo a formar um "Diretório Secreto" (Napoleão contava entre os seus simpatizantes).
É planejado um golpe, que deveria eclodir a 22 de Floreal, fazendo a Revolução retornar ao que era antes da queda de Robespierre. Descoberta a trama, o líder e outros foram decapitados. No quartel da rua de Grenelle ocorre um motim, que é mais duramente reprimido, com o fuzilamento sumário de vinte e seis homens.
Ocorrem as eleições do ano V, e a situação começa a amainar no conturbado cenário. Barras, subornado ou não pelos monarquistas, permite que mulheres da família Bourbon regressem à França, enquanto retorna da América Talleyrand, que Madame de Stael logo lhe apresenta. Começa então a crescer a pressão monarquista, e o antigo bispo, feito Ministro do Exterior, trafega por todos os partidos.
Barras procura se fortalecer inda mais no Diretório. Havia nomeado Fouché ministro da Polícia, na esperança de que o mantenha informado dos acontecimentos; mas este, que saíra da miséria graças a ele, omite-lhe que o meio militar planeja um golpe de estado e, mais ainda, que Napoleão abandonara as tropas no Egito e voltara à França, disposto a tomar o poder.
Assim, a 18 Brumário ocorre o Golpe (9-10 de novembro); Carnot, avisado por Fouché, consegue fugir. Barras, que esperava contar-se ao lado dos vitoriosos, gaba-se de que o golpe ocorre sem que seja derramado sangue — a despeito dos inúmeros desterros para a Guiana. Barras imaginou que faria parte das mudanças, quando se institui o Consulado — mas acaba sendo posto de lado — pois jamais percebeu a que ponto chegara a ambição de Napoleão. Fora do poder, Barras vê encerrada sua carreira política.
Percebendo que fora traído por dois ex-auxiliares que ajudara — Fouché e Napoleão — teria então declarado, profeticamente: "Um vingará o outro".

## Últimos anos
Durante o tempo em que ocupou o poder Barras acumulara grande fortuna, e passou o resto de seus dias em desfrutar os prazeres mundanos. Poucos foram capazes, como ele, de degradar os ideais da Revolução, por sua notória imoralidade tanto na vida pública quanto na particular — o que contribuiu em grande medida para a queda do Diretório e, com ele, da primeira república francesa.
Apesar de sua origem nobre depois de 1815, com o retorno da monarquia, continuou suspeito para os Bourbons, e foi com certa dificuldade que suas Memórias sobreviveram após sua morte, em 1829. Esses escritos foram deixados em estado bruto, para serem burilados pelo seu executor literário, M. Rousselin de St. Albin. Não se sabe o quanto este alterou o texto, mas George M. Duruy, que reeditou-os em 1895, deu mostras bastantes de sua veracidade.